# Resolució 979 del Consell de Seguretat de les Nacions Unides
La Resolució 979 del Consell de Seguretat de les Nacions Unides, adoptada sense votació el 9 de març de 1995, observant amb pesar la defunció del jutge de la Cort Internacional de Justícia Roberto Ago el 24 de febrer de 1995, el Consell va decidir que en concordança a l'Estatut de la Cort les eleccions per omplir la vacant s'efectuarien el 21 de juny de 1995 en una sessió del Consell de Seguretat i durant la XXXIXIX sessió de la Assemblea General.
Ago, un jurista italià, va ser membre de la Cort des de 1979. El seu període del càrrec anava a acabar al febrer de 1997.